# لويس روزيه
لويس روزيه (بالفرنسية: Louis Rosier) مواليد 5 نوفمبر 1905، كان سائق فورملا 1 فرنسي سابق كان قد بدأ مسيرته الاحترافية سنة 1950. كان أول سباق له هو جائزة بريطانيا الكبرى 1950. خاض خلال مسيرته 38 سباقاً.

## سباقات شارك فيها
- لو مان 24 ساعة
- بطولة العالم للسيارات الرياضية

## روابط خارجية
- لويس روزيه على موقع IMDb (الإنجليزية)
- لويس روزيه على موقع Racing-Reference.info (الإنجليزية)
- لويس روزيه على موقع DriverDB.com (الإنجليزية)